# Craig Robertson (Footballspieler)
William Craig Robertson (* 11. Februar 1988 in Stafford, Texas) ist ein ehemaliger US-amerikanischer American-Football-Spieler in der National Football League (NFL). Er spielte für die Cleveland Browns und die New Orleans Saints als Inside Linebacker.

## College
Robertson ließ schon früh sportliches Talent erkennen und spielte in der Highschool Basketball, Baseball und Football auf den unterschiedlichsten Positionen, sowohl in der Offense als auch in der Defense. Er besuchte die University of North Texas und sollte für deren Team, die Mean Green, eigentlich als Safety auflaufen, wurde aber von den Coaches zum Linebacker umfunktioniert. In 48 Partien konnte er insgesamt 381 Tackles setzen.

## NFL

### Cleveland Browns
Robertson fand beim NFL Draft 2011 keine Berücksichtigung, wurde jedoch im Dezember von den Cleveland Browns zu einem Probetraining eingeladen. Aufgrund der dort gezeigten Leistungen wurde er für deren Practice Squad verpflichtet. 2012 schaffte er den Sprung in den 53-Mann-Kader der Browns und kam auch gleich in allen 16 Spielen zum Einsatz. 2015 gelang ihm sein erster Defensive Touchdown.

### New Orleans Saints
Am 22. März 2016 erhielt Robinson von den New Orleans Saints einen Dreijahresvertrag. Für die Saints spielte er bis 2020. Nachdem Robertson in der Saison 2021 nicht gespielt hatte, gab er am 11. März 2022 sein Karriereende bekannt.